# What Is Real
What Is Real è un singolo del rapper statunitense Iann Dior, pubblicato il 18 giugno 2019.

## Tracce
1. What Is Real – 2:15